# Hofje van Zijll van den Ham
Het Hofje van Zijll van den Ham is een complex van een zestal woningen, dat bestemd was voor de huisvesting van "behoeftigen" in de plaats Haastrecht, in de Nederlandse provincie Zuid-Holland. 

## Geschiedenis
Het hofje kon in de tweede helft van de negentiende eeuw gesticht worden door de hervormde diaconie van Haastrecht met behulp van een legaat van tienduizend gulden. Dit legaat werd in 1864 verstrekt door de in Haastrecht geboren Hijmen Bart van Zijll van den Ham. Hij overleed op 18 juni 1864 te 's-Gravenhage. De huisjes werden in 1865 gebouwd aan de Hoogstraat te Haastrecht. Het hofje werd naar de naam van de stichter Van Zijll van den Ham genoemd. De eerste steen werd in 1866 door een kleinzoon van de stichter, Pieter Hendrik van den Broeke, gelegd. Deze steen bevindt zich aan de rechterzijde van de voorzijde. Een neoclassicistisch toegangspoortje tussen de twee kleinste huisjes aan de voorzijde geeft toegang tot de tuin waaraan nog twee dubbele woningen zijn gelegen. In het totaal telt het hofje dus zes woningen. Boven het toegangspoortje bevindt zich een steen met de tekst: "Hofjes gesticht door Van Zijll van den Ham 1866". Langs de achterzijde loopt de Hollandse IJssel. Het hofje werd bestuurd door de predikant, twee ouderlingen en twee diakenen van de hervormde kerk. Volgens de reglementen waren de bewoners verplicht om in een goede verstandhouding met elkaar te leven en voor elkaar te zorgen bij ziekte zonder daarvoor betaald te worden.
In 1970 werd het hofje overgedragen door de kerk aan de burgerlijke gemeente. In 1991 werd het hofje voor een bedrag van 1 miljoen gulden gerestaureerd. Vanaf die tijd maakt het hofje deel uit van het woningbestand van de woningbouwvereniging Haastrecht-Vlist, die in 2010 fuseerde met de woningbouwvereniging Stolwijk tot de woningbouwvereniging Groen Wonen Vlist.
Het hofje is sinds 1966 erkend als rijksmonument.